# 宮地直一
宮地 直一（みやじ なおかず、1886年（明治19年）1月24日 - 1949年（昭和24年）5月16日）は、日本の内務官僚、神道学者。内務省神社局考証課長、東京帝国大学教授。近代実証神道史学の確立者。

## 経歴
出生から修学期
1886年、高知県高知市で生まれた。東京帝国大学文科大学史学科で学び、1908年に卒業。
内務省勤務・東京帝国大学勤務時代(戦前)
1909年、内務省入省。神社局考証官、同考証課長などを務め、戦前の日本における神社・神道行政に大きな役割を果たした。内務省に勤務する一方で、大学でも教鞭を取った。1918年より、東京帝国大学文科大学講師として神祇史を担当。1922年からは國學院大學教授として同じく神祇史を担当した。
1938年、内務省を退官して東京帝国大学教授に就任。神道研究室主任教授となり、神道講座を担当した。
太平洋戦争後。
戦後は神社存続のためGHQとの折衝をおこなったほか、神社本庁の創設にも関わり、同顧問を務めた。1946年、東京帝国大学を定年退官。
1949年に死去。墓所は多磨霊園にある。

## 栄典
位階
- 1941年（昭和16年） - 正四位[2]

勲章
- 1940年（昭和15年） - 勲三等瑞宝章[2]

外国勲章佩用允許
- 1941年（昭和16年）12月9日
  - 満州帝国：勲三位桂国章[6]
  - 満州帝国：建国神廟創建記念章[6]

## 家族・親族
- 父：宮地直親は高知県士族。
- 弟：宮地數千木はアララギ派の歌人。スミレ研究者[7]。

## 研究内容・業績
実証史学に基づく近代神道史学の先駆者として知られる。一方で、東京帝国大学在学中に師事した萩野由之の影響から、信仰的な要素も見られるとの指摘がある。1923年に「熊野三山ヲ中心トシタル神社ノ史的変遷」により、文部大臣から文学博士の学位を授与される。
内務省神社局では、社格の認定などに関係する神社考証を担当した。明治神宮の創建にも深く関わり、祭式や神宝を定める為の神宮・諸社の調査などで中心的な役割を担った。祭式・神宝制定のため各地の神社に調査に赴き、神社局考証課長在任時は、1929年（昭和4年）の神宮式年遷宮にて奉献される御装束神宝の古儀調査なども担当した。また、神道史の専門家として、各地で講義をおこなった。
1936年（昭和11年）には『国体の本義』編纂委員（神道担当）を務めた。

## 著作
著書
- 『神祇史』皇典講究所國學院大學出版部 1910
- 『神祇史綱要』明治書院 1919
- 『神祇史の研究』古今書院 1924
- 『神祇と国史』古今書院 1926
- 『諏訪神社の研究』信濃教育会諏訪部会 1931-1937
- 『諏訪史』第2巻 前編 信濃教育会諏訪部会 1931
- 『神祇史大系』訂正版(3版) 明治書院 1932
- 『祭神解』東方書院(日本宗教講座)1935
- 『文神としての天神の信仰』東京出版協会 1936
- 『神社綱要』東洋図書 1938
- 『神道論攷』第1巻 古今書院 1942
- 『会津藩教学の根本精神』跋、若松市教育部会 1942
- 『神道思潮』理想社 1943
- 『神道史』(神道講座 1) 四海書房 1943
- 『安曇族文化の信仰的象徴』穂高神社社務所 1949
- 『穂高神社史』穂高神社社務所 1949
- 『山嶽信仰と神社』神社新報社(山岳信仰叢書) 1949
- 『遺稿集』(全6巻) 国民信仰研究所 1954-1963

### 共著・校訂など
- 『延喜式神祇巻』藤原時平著、下田義照・三島吉太郎共校 盛文社 1910
- 『神宮と式年遷宮』阪本広太郎共著 四海書房 1929
- 『神皇正統記』北畠親房著、改造文庫 1929
- 『国史神祇集』梅園惟朝著、大洋閣書房 1932
- 『三国最上之祓』明治書院(神書叢刊) 1934
- 『大祓詞註釈大成』山本信哉・河野省三共編 内外書籍 1935-38
- 『中臣祓』明治書院(神書叢刊) 1938
- 『三十番神絵像説』明治書院(神書叢刊) 1938
- 『本朝神社考』林道春著、改造文庫 1942
- 『校註霊能真柱』平田篤胤著、明世堂書店 1944
- 『中臣祓講義』竹内式部著、岩波文庫 1944

記念論集
- 『神道史の研究 宮地直一博士三十年祭記念論文集』國學院大學神道史学会編 叢文社 1980

## 参考
- 日本人名大辞典